# Hàm tử dẫn xuất
Trong toán học, một số hàm tử nhất định có thể được dẫn xuất thành một số hàm tử mới. Phép toán này, dù khá trừu tượng, thống nhất một số kiến tạo trong toán học.

## Động lực
Ghi nhận rằng trong một số trường hợp, một dãy khớp ngắn có thể làm nảy sinh một dãy khớp dài. Khái niệm về hàm tử dẫn xuất giải thích và làm rõ ghi nhận này.
Giả sử chúng ta có một hàm tử khớp trái, hiệp biến F:A→B giữa hai phạm trù abel A và B. Nếu 0 → A → B → C → 0 là một dãy khớp ngắn trong A, thì áp dụng F sẽ cho ta một dãy khớp 0→ F(A)→F(B)→F(C). Nếu A là một phạm trù đủ "tốt" (theo một nghĩa nào đó) thì có một cách chính tắc để kéo dài dãy khớp này; tức là với mỗi i ≥1, ta sẽ có một hàm tử RiF: A → B, sao cho dãy sau là khớp: 0 → F(A) → F(B) → F(C) → R1F (A) → R1F(B) → R1F(C) →R2F(A) → R2F(B) →.... Từ đó, chúng ta thấy rằng F là một hàm tử khớp (hai phía) khi và chỉ khi R1F = 0; do đó, theo một nghĩa nào đó, các hàm tử dẫn xuất phải của F đo mức độ khớp của F.

## Xây dựng
Giả sử quan trọng mà chúng ta cần đưa ra với phạm trù abel A là nó có đủ vật nội xạ, nghĩa là với mọi đối tượng A trong A đều tồn tại một đơn cấu A → I trong đó I là một vật nội xạ của A.
Bắt đầu với một đối tượng X của A. Vì có đủ vật nội xạ, ta có thể xây dựng một dãy khớp dài có dạng
{\displaystyle 0\to X\to I^{0}\to I^{1}\to I^{2}\to \cdots }
với Ii là các vật nội xạ (cũng được gọi là một phép giải nội xạ của X). Áp dụng hàm tử F cho dãy này và bỏ số hạng đầu tiên, ta thu được một phức hợp xích
{\displaystyle 0\to F(I^{0})\to F(I^{1})\to F(I^{2})\to \cdots }
Lưu ý: đây không phải là một dãy khớp nữa. Nhưng chúng ta có thể tính toán đồng điều của nó tại vị trí thứ i (hạch của ánh xạ xuất phát từ F(Ii) modulo ảnh của ánh xạ tới F(Ii)); ta gọi kết quả thu được là RiF(X). Tất nhiên, cần phải kiểm tra lại: kết quả cuối cùng không phụ thuộc vào cách chọn phép giải nội xạ cho X và với mỗi đồng cấu X → Y ta có một đồng cấu tự nhiên RiF(X) → RiF(Y); do đó RiF thực sự là một hàm tử.
Thuộc tính được đề cập ở trên về việc biến các dãy khớp ngắn thành các dãy khớp dài là hệ quả của bổ đề con rắn.